# Balthus
Balthus, właściwie Balthasar Klossowski de Rola (ur. 29 lutego 1908 w Paryżu, zm. 18 lutego 2001 w Rossinière w Szwajcarii) – francuski malarz pochodzenia polsko-niemiecko-żydowskiego.

## Życiorys
Balthasar Klossowski urodził się jako członek starej, polskiej rodziny szlacheckiej Kłossowskich herbu Rola. Jego ojciec, niemiecki historyk sztuki o polskich korzeniach Erich Klossowski oraz matka, żydowskiego pochodzenia, Baladine Klossowska, córka kantora synagogi Pod Białym Bocianem we Wrocławiu Abrahama Baera Spiro, zajmowali się malarstwem. Również wuj Balthusa, Eugen Spiro był malarzem.
W 1914, po wybuchu wojny, Klossowscy przenieśli się najpierw do Niemiec, a potem do Szwajcarii. Oficjalnie Balthus zadebiutował już w 1921 cyklem czterdziestu rysowanych tuszem obrazków, które wykonał mając jedenaście lat, przedstawiających przygody kotka Mitsou, zebranych w tomiku, który wydał i wstępem opatrzył Rainer Maria Rilke.
W 1924 Balthus wrócił do Paryża, gdzie rozpoczął studia artystyczne. Jego pierwsza wystawa odbyła się w galerii w Paryżu. Twórca zachowuje realizm, lecz malowane przez niego wnętrza i pejzaże miejskie bliskie są surrealizmowi, jednak nie chciał być kojarzony z tym ruchem. Właściwie nie przyłączył się do żadnej grupy ani szkoły. Częstym motywem jego dzieł są koty i młode dziewczęta. Oprócz obrazów Balthus tworzył także ilustracje książkowe oraz scenografie teatralne.
W 1937 poślubił Antoinette de Watteville, która pochodziła z wpływowej arystokratycznej rodziny z Berna. Poznał ją już w 1924 roku, kiedy była modelką dla Cathy Dressing. Balthus miał dwoje dzieci z tego małżeństwa, Thadée Klossowskiego i Stanislasa Klossowskiego (ur. 1942), którzy niedawno wydali książki o ojcu, w tym listy rodziców. Stanislas, znany też jako „Stash”, stał się barwną postacią w swingującym Londynie i Paryżu w latach 60.
Powiedział, że jego malarstwo jest głęboko religijne, a sam fakt malowania jest modlitwą. Jednak już pierwsza wystawa w Paryżu wywołała kontrowersje. Artysta zyskał opinię malującego młode, wyzywające dziewczęta. Jednak autor tłumaczył się, że to stan swobody i ufności właściwy dzieciństwu, stan radosnej niewinności.
W 1977 przeniósł się do Rossinière w Szwajcarii, razem z drugą, japońską żoną Setsuko Idetą, którą poślubił w 1967 i która była od niego o trzydzieści pięć lat młodsza (poznał ją w Japonii, podczas misji dyplomatycznej również zainicjowanej przez André Malraux). Syn Fumio urodził się w 1968, ale zmarł dwa lata później. W 1973 urodziła się córka Harumi.
Bratem Balthusa był filozof francuski Pierre Klossowski.
W 1998 otrzymał tytuł doktora honoris causa Akademii Sztuk Pięknych we Wrocławiu. Był także laureatem Nagrody Cesarza Japonii – Preamium Imperiale przyznanej mu w 1991.
Zmarł w 2001.